# Nazanin Vaseghpanah
Nazanin Vaseghpanah, född 29 maj 1987 i Teheran, Iran, är en svensk före detta fotbolls- och futsalspelare samt fotbollstränare. 
Vaseghpanah spelade för både Hammarby IF och AIK i damallsvenskan. Under 2015 var hon chefstränare för AIK:s damlag. Som futsalspelare har hon vunnit två SM-guld. Hon har representerat svenska landslaget i både fotboll och futsal.

## Karriär
Vaseghpanah föddes i Teheran och kom till Sverige från Iran som tvååring. Hon började spela fotboll i Reymersholms IK som femåring. Efter en match där Reymersholm mötte AIK erbjöds hon en plats i storklubben, och redan som 15-åring debuterade hon 2003 i norrettan. Efter en konflikt med AIK lämnade hon dock klubben hösten 2007, och 2008 gick hon till Hammarby IF DFF, där hon blev klubbens skyttedrottning i damallsvenskan 2008. Hon var nominerad till priset Årets genombrott (dam) på Fotbollsgalan 2008. Efter tre år lämnade Vaseghpanah, tillsammans med Daniella Chamoun, även Hammarby efter en konflikt, och till säsongen 2011 gick hon tillbaka till AIK, där hon stannade i två säsonger innan hon slutade 2012.
Efter att ha slutat blev hon assisterande tränare för AIK, och sommaren 2015 tog hon över som huvudtränare efter Mattias Eriksson, som sparkades när AIK sladdade i damallsvenskan.

### I landslaget
Vaseghpanah spelade två A-landskamper och 31 ungdomslandskamper: 15 U23, 8 U19 och 8 U17.

### Futsal
Efter fotbollskarriären satsade Vaseghpanah på futsal, där hon tog två SM-guld i futsal, 2018 och 2019 med Falcao Futsal Club. Vaseghpanah representerade även svenska futsallandslaget, där hon gjorde 14 mål på 16 spelade matcher.
Under 2019 tog Nazanin Vaseghpanah emot priset som årets futsalspelare (Diamantbollen) på fotbollsgalan.